# Anantapur (huyện)
Huyện Anantapur là một huyện thuộc bang Andhra Pradesh, Ấn Độ. Thủ phủ huyện Anantapur đóng ở Anantapur. Huyện Anantapur có diện tích 19130 ki lô mét vuông. Đến thời điểm năm 2011, huyện Anantapur có dân số 4081148 người.